# Juvenalij (Karjukov)
Juvenalij (světským jménem: Grigorij Ivanovič Karjukov; 1816, Krjukov Posad – 12. ledna 1883, Orel) byl ukrajinský duchovní Ruské pravoslavné církve a biskup orelský a sevský.

## Život
Narodil se roku 1816 v Krjukově Posadu v rodině kněze Ioanna Feodosieva Karjukova.
Roku 1839 dokončil Jekatěrinoslavský duchovní seminář.
Oženil se a dne 2. května 1840 byl rukopoložen na jereje a ustanoven knězem v chrámu Pokrova přesvaté Bohorodice v Krjukově.
Dne 24. srpna 1841 odešel po smrti manželky učit na Poltavské duchovní učiliště a stal se knězem Poltavského kadetského sboru.
Roku 1842 nastoupil na Kyjevskou duchovní akademii.
Dne 12. února 1844 byl postřižen na monacha s mnišským jménem Juvenalij.
Dne 1. září 1845 byl jmenován učitelem na Jekatěrinoslavském duchovním semináři. Zde působil také jako inspektor a byl členem rady semináře.
Dne 22. ledna 1846 získal titul magistra.
Roku 1848 mu bylo uděleno právo nosit nabedrenik.
Dne 29. září 1851 se stal inspektorem a profesor Kišiněvského duchovního semináře.
Dne 1. dubna 1853 byl ustanoven představeným Ginkulského monastýru a 12. dubna byl povýšen na igumena.
Roku 1854 se stal cenzorem katechetického učení kněží v Kišiněvu.
Dne 19. října 1856 byl jmenován inspektorem a profesorem Astrachaňského duchovního semináře a 15. května 1857 představeným monastýru svatého Jana Předchůdce v Astrachani.
Dne 30. listopadu 1858 se stal rektorem a profesorem Nižněnovgorodského duchovního semináře a 25. prosince byl povýšen na archimandritu.
Dne 31. července 1859 byl ustanoven představeným monastýru Zvěstování přesvaté Bohorodice v Nižném Novgorodu. Současně byl cenzorem eparchiálního vzdělávání.
Roku 1867 byl uvolněn z funkce představeného monastýru.
Roku 1868 jej Nejsvětější synod zvolil biskupem michajlovským a vikářem rjazaňské eparchie. Dne 6. října proběhla jeho biskupská chirotonie.
Dne 16. srpna 1871 byl jmenován biskupem archangelským a cholmogorským a 25. prosince 1876 byl převeden na orelskou katedru.
Zemřel 12. ledna 1883 v Orlu. Pohřben byl v monastýru Zesnutí přesvaté Bohorodice v Orlu.